# Очеви оснивачи Сједињених Држава
Очеви оснивачи Сједињених Држава (енгл. Founding Fathers of the United States) или скраћено Очеви оснивачи, израз је који се користи за северноамеричке политичаре и државнике (Џорџ Вашингтон, Томас Џеферсон, Бенџамин Френклин, Џон Адамс, Александар Хамилтон, Џон Џеј и Џејмс Медисон) који су као водеће доносили кључне одлуке које су резултовале независношћу Тринаест колонија од Британске империје и њиховој трансформацији у федерацију данас познату под називом Сједињене Америчке Државе.
Очеви оснивачи укључују оне који су написали и потписали Декларацију о независности Сједињених Држава, Чланке Конфедерације и Устав Сједињених Држава — све усвојено у колонијалној престоници Филаделфији - одређено војно особље које се борило у Америчком рату за независност и друге који су у великој мери помогли у формирању нације. Многи од њих били су богати робовласници пре и после оснивања земље. Једна особа која се најчешће идентификује као „Отац“ Сједињених Држава је Џорџ Вашингтон, генерал у Америчкој револуцији и први председник нације. Године 1973, историчар Ричард Б. Морис идентификовао је седам личности као кључне осниваче, на основу онога што је назвао „троструким тестовима“ лидерства, дуговечности и државничког умећа: Џон Адамс, Бенџамин Френклин, Александар Хамилтон, Џон Џеј, Томас Џеферсон, Џејмс Медисон и Вашингтон.
Већина оснивача били су енглеског порекла, мада су многи имали породичне корене који се протежу преко различитих региона Британских острва, укључујући Шкотску, Велс и Ирску. Поред тога, неки су пратили своје порекло до раних холандских досељеника Њујорка (Нове Холандије) током колонијалне ере, док су други били потомци француских хугенота који су се населили у колонијама, бежећи од верског прогона у Француској.